# Dasypogonaceae
Dasypogonaceae er en familie med 4 slægter og 16 arter, som findes i det sydlige og vestlige Australien. Det er urteagtige eller delvist forveddede planter uden mykorrhiza. Bladene er skruestillede med veludviklede bladskeder og blivende basis. Blomsterne er tretallige og regelmæssige eller reducerede. Frugerne er afrundede nødder.